# Benjamin Midler
Benjamin Midler; znany również jako Ben Midler (ur. 27 czerwca 1928 w Białymstoku) – amerykański autor wspomnień z czasów II wojny światowej pochodzenia polsko-żydowskiego, ostatni znany żyjący ocalały z białostockiego getta. Bohater książki Marty Sawickiej-Danielak pt. Ostatni Białystoker.

## Życiorys
Urodził się jako syn Elji i Guty Midlerów. Jego ojciec prowadził przed II wojną światową, rozlewnię mleka. Po agresji III Rzeszy na ZSRR i zajęciu Białegostoku przez Niemców w 1941, jego ojciec i wuj zostali zamordowani w masowej egzekucji. Wraz z rodziną został wysiedlony do getta białostockiego, gdzie zastał go wybuch powstania w sierpniu 1943 roku. W trakcie powstania został deportowany do obozu koncentracyjnego na Majdanku. Był również więźniem obozu pracy przymusowej w Bliżynie oraz obozów koncentracyjnych Auschwitz-Birkenau, Oranienburga, Ohrdruf, Sachsenhausen i w Babelsbergu.

### Działalność powojenna

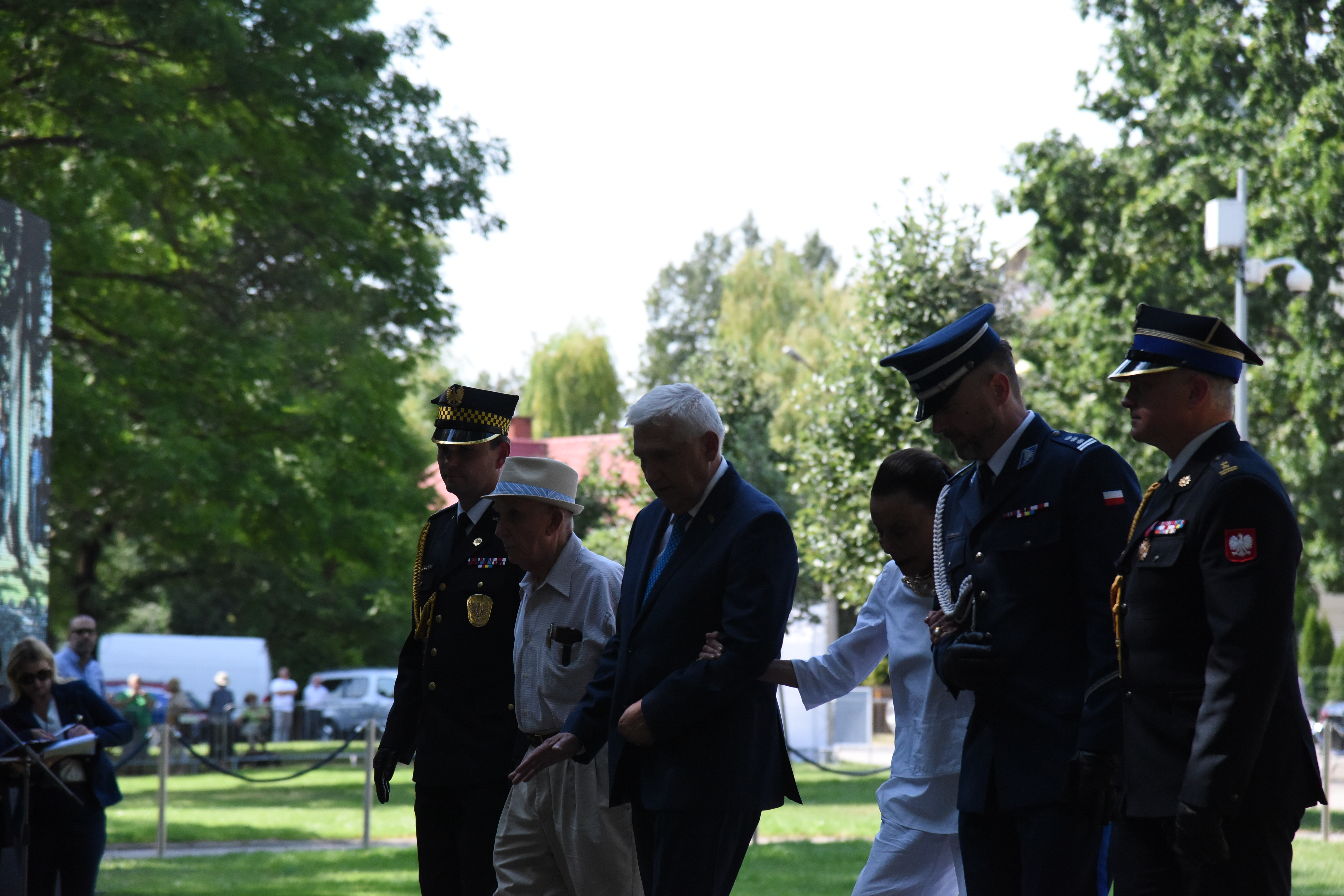
Benjamin Midler w trakcie złożenia kwiatów podczas obchodów 80. rocznicy powstania w getcie białostockim (2024)

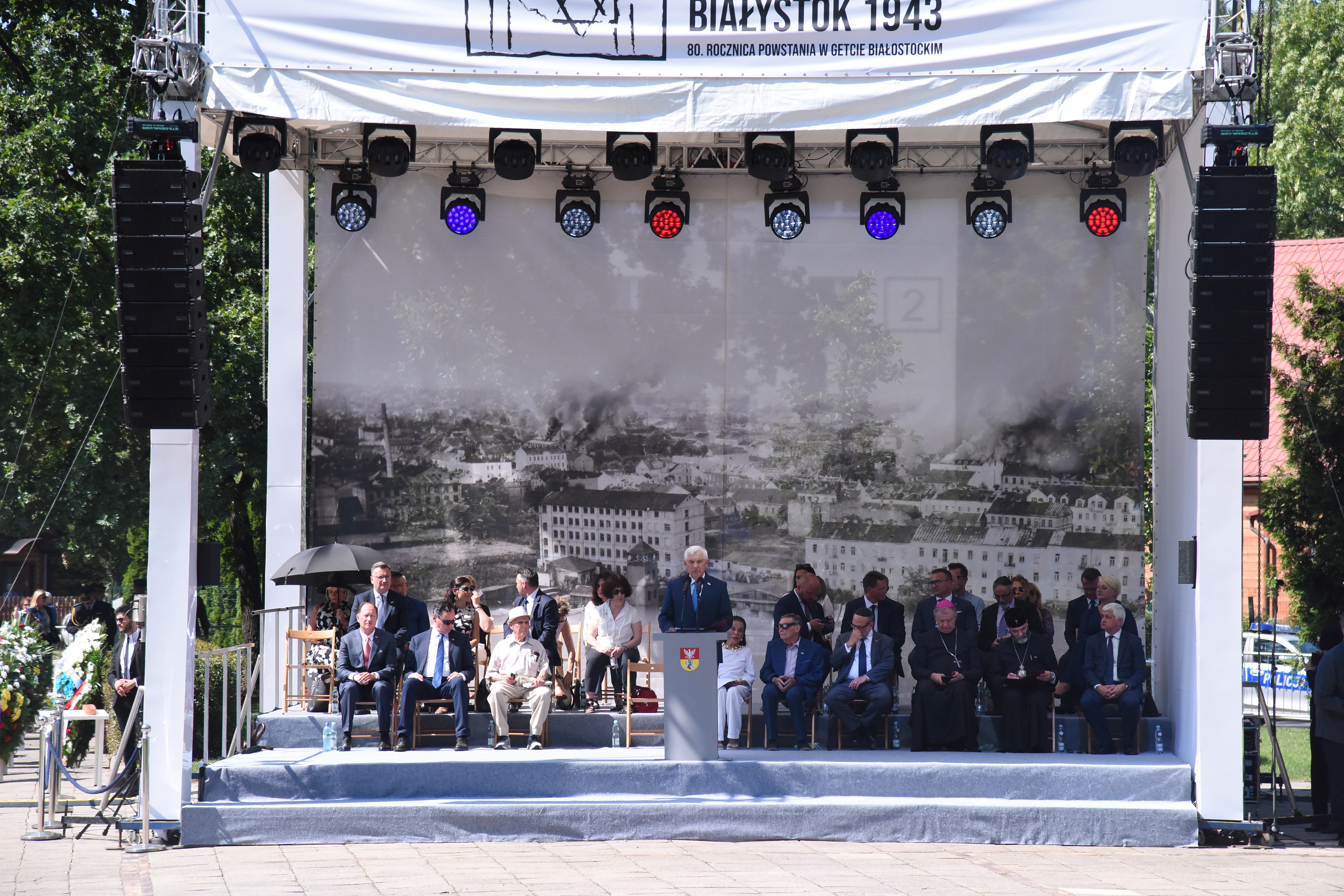
Benjamin Midler w trakcie obchodów 80. rocznicy powstania w getcie białostockim (2024)

Od lat 70. XX wieku, Midler angażuje się jako edukator w działania upowszechniające wiedzę na temat holocaustu. W ramach tej działalności między innymi co roku odwiedza kilkadziesiąt szkół w USA. W 1990 napisał książkę pt. The Life of a Child Survivor w której opisał swoje doświadczenia z pobytu w nazistowskich obozach koncentracyjnych. Jako mówca był również zapraszany jako „bohater z prawdziwego życia”  na San Diego Comic-Con w 2021 oraz 2023.
W sierpniu 2024 uczestniczył w obchodach 80. rocznicy powstania w getcie białostockim. Był wówczas ostatnim znanym żyjącym ocalałym z białostockiego getta.
16 sierpnia 2023  miała miejsce premiera wydawnicza książki Marty Sawickiej-Danielak pt. Ostatni Białystoker, której bohaterem jest Ben Midler. Za książkę tę, Sawicka-Danielak została wyróżniona Nagrodą Artystyczną Prezydenta Miasta Białegostoku za osiągnięcia w dziedzinie tworzenia i upowszechniania kultury. W ramach promocji książki, Midler wraz z Martą Sawicką-Danielak, był między innymi gościem podcastu Katarzyny Montgomery z serii Wielkie Spotkania.
Na przełomie stycznia i lutego 2024 odwiedził Wielką Brytanię z serią wykładów na temat Holocaustu.

## Wybrana bibliografia autorska
- The Life of a Child Survivor from Bialystock, Poland. A True Story (B. Midler, San Diego, 1999)